# Bronnenmühle (Feuchtwangen)
Bronnenmühle (auch Lohmühle genannt) ist ein Wohnplatz der Stadt Feuchtwangen im Landkreis Ansbach (Mittelfranken, Bayern), der zum Gemeindeteil Vorderbreitenthann gehört. Bronnenmühle liegt in der Gemarkung Vorderbreitenthann.

## Geographie
Die Einöde liegt an einer Quelle des Gründleinsbaches, eines linken Zuflusses des Krummbachs, der seinerseits ein linker Zufluss der Sulzach ist. Das Wohngebäude trägt die Haus Nr. 1 von Vorderbreitenthann. Dazu gehören zwei Nebengebäude. Ein Anliegerweg führt nach Vorderbreitenthann (0,4 km nordöstlich).

## Geschichte
Mit dem Gemeindeedikt (frühes 19. Jahrhundert) wurde Bronnenmühle dem Steuerdistrikt Tauberschallbach und der Ruralgemeinde Vorderbreitenthann zugeordnet. Unter der preußischen Verwaltung (1792–1806) des Fürstentums Ansbach erhielt die Bronnenmühle bei der Vergabe der Hausnummern die Nr. 18 des Ortes Vorderbreitenthann. In dem 1882 erschienenen amtlichen Gemeindeverzeichnis wurde Bronnenmühle letztmals als Ortsteil berücksichtigt. Seitdem zählte das Anwesen wieder zum Ortsteil Vorderbreitenthann. Dieser wurde im Zuge der Gebietsreform am 1. Januar 1972 nach Feuchtwangen eingemeindet.

## Einwohnerentwicklung
| Jahr      | 001818 | 001836 | 001840 | 001861 | 001871 |
| Einwohner | 4      | 7      | 3      | *      | 6      |
| Häuser    | 1      | 1      | 1      |        |        |
| Quelle    | [ 1 ]  | [ 7 ]  | [ 8 ]  | [ 9 ]  | [ 10 ] |

## Weblink
- Bronnenmühle in der Ortsdatenbank des bavarikon, abgerufen am 19. August 2021.